# Radlkofera calodendron
Radlkofera calodendron là một loài thực vật có hoa trong họ Bồ hòn. Loài này được Gilg miêu tả khoa học đầu tiên năm 1897.